# 大阪港駅 (国鉄)
大阪港駅（おおさかみなとえき）は、大阪府大阪市港区にあった日本国有鉄道（国鉄）大阪環状線貨物支線（大阪臨港線）の貨物駅。同じ表記であるOsaka Metro中央線の大阪港駅（おおさかこうえき）とは別の駅である。

## 歴史
大阪港に至る大阪臨港線の終点にある駅として、臨港線の開通と同時の1928年（昭和3年）12月1日に開設された。当初は関西本線今宮駅から分岐する関西本線貨物支線の駅であった。建設中は「築港埠頭地」という名前で呼ばれていた。浪速駅が臨港線内における操車作業を主眼として建設されたのに対して、大阪港駅は大阪港の突堤や倉庫地帯に側線を伸ばして、貨物扱いをすることを主眼として建設された。各突堤への側線は1929年（昭和4年）3月に完成している。こうしたことから、当駅と他線の駅を直通する列車は基本的に運転されず、当駅発着の貨車は一旦浪速駅に集められて、そこで編成を行って運転されるようになっていた。
臨港線の建設に際しては、鉄道省と大阪市の間で負担を分担しており、浪速駅より先の区間については大阪市が負担し、鉄道省に委託して施工された。浪速駅から大阪港駅までの間には、天保山運河、三樋入堀運河、天保山運河支線の3箇所に可動橋が設置されており、船舶の通航を妨げない配慮がされていた。
当駅で取り扱う貨物は、綿花・和洋紙・木材・鉄鋼・砂糖などが多かった。一旦倉庫に保管して、折を見て船積みするなどの動きも多く、周辺の倉庫への引き込み線があった。例として1957年（昭和32年）時点での専用線を挙げると、川西倉庫、宇部興産、三井倉庫、徳山曹達、日本セメントの5社が当駅からの専用線を使用していた。
大阪港では地盤沈下の被害が大きく、低湿化して機能の低下が著しかったため、第二次世界大戦後の時期からかさ上げ事業が実施された。大阪港駅付近についても、1951年（昭和26年）度から、大阪市が一部の費用を負担して国鉄の施工によりかさ上げ事業が行われている。
1961年（昭和36年）4月25日、大阪臨港線の線路の一部を利用して大阪環状線が開通し、大阪臨港線は境川信号場で分岐する大阪環状線の貨物支線という扱いになった。これにより当駅も大阪環状線の駅となった。
かつては港湾に不可欠の施設として整備され、利用されてきた臨港鉄道も、物流の自動車への転移に伴って利用度が低下してきた。1982年（昭和57年）度末には第3突堤の留置線を撤去して荷捌地に変更するなど、次第に大阪港駅関連の鉄道施設も順次撤去して他の用途への転用が行われるようになった。1984年（昭和59年）2月1日には、国鉄の財政再建計画の一環として大阪港駅が書類上廃止となり、浪速駅の側線扱いとされた。大阪市では、さらに土地の有効活用を図る観点から1985年（昭和60年）1月に国鉄に対して臨港線の廃止を打診し、1986年（昭和61年）2月に正式に廃止を申し入れた。こうして1986年（昭和61年）11月1日に浪速駅側線扱いでの営業も廃止となった。廃止後は現状有姿で大阪市に施設を引き渡す形で土地が返還され、施設の撤去作業は大阪市が実施した。

### 年表
- 1928年（昭和3年）12月1日：開業、関西本線貨物支線の終点駅[9]。
- 1930年（昭和5年）10月26日：観艦式のためにこの日に限り臨時旅客扱いを行う。
- 1943年（昭和18年）6月1日：集貨と配達の扱いを開始する[10]。
- 1961年（昭和36年）4月25日：大阪環状線の開業に伴い、大阪環状線貨物支線の駅となる。
- 1984年（昭和59年）2月1日：書類上は廃止となるが、浪速駅の側線扱いで営業を継続[9]。
- 1986年（昭和61年）11月1日：浪速駅の側線扱いでの営業も終了[9]。

## 隣の駅
日本国有鉄道
大阪環状線貨物支線（大阪臨港線）
浪速駅 - 大阪港駅